# Poronin
Poronin è un comune rurale polacco del distretto di Tatra, nel voivodato della Piccola Polonia.
Ricopre una superficie di 83,55 km² e nel 2004 contava 10 571 abitanti.
È gemellato con Borbona (RI).